# مطيع إبراهيم
مطيع إبراهيم أو إبراهيم مصطفى ناصر (1942-1978) هو مصور فلسطيني، ولد في قرية رمون شرق مدينة رام الله. حاصل على بكالوريوس التاريخ من الجامعة اللبنانية في بيروت، ثم غادر بعدها إلى الكويت وعمل في مجال التصوير. وفي عام 1966 التحق بصفوف الثورة الفلسطينية، وبعد انتهاء حرب عام 1967 حصل على تدريب عسكري في معسكر ميسلون ليتولى بعدها  قيادة مجموعة  في الأردن، وشارك في عدة عمليات داخل فلسطين المحتلة.

## حياته المهنية
انضم مطيع عام 1968 مع مجموعة من المصورين لتأسيس قسم التصوير الفوتوغرافي وإنشاء وحدة أفلام فلسطين والتي هي نواة لمؤسسة السينما الفلسطينية، وصور العديد من الصور الفوتوغرافية عن حركة فتح برفقة عبد الحافظ الأسمر وسلافة جاد الله، ومصطفى أبو علي، وهاني جوهرية الذي دربه على التصوير السينمائي. وفي عام 1973 انضم لمؤسسة السينما في التلفزيون العراقي للحصول على دورة تدريبية في التصوير السينمائي. انتقل بعدها للعمل مسؤولاً عن فرع مؤسسة السينما الفلسطينية في دمشق خلال الفترة من (1970-1974) ثم انتقل إلى بيروت. كان مطيع إبراهيم جزء مهم في توثيق مراحل الكفاح الثوري الفلسطيني في مواجهة الإعتداءات الصهيونية على القرى الحدودية في الجنوب اللبناني والمخيمات الفلسطينية، كما شارك في تغطية الأحداث الفلسطينية فوتوغرافيًا وسينمائيًا والمؤامرات التي تعرضت لها الثورة على امتداد سنوات مسيرتها النضالية.
وفي 15 مارس 1978 شارك في تسجيل إجتياح بيروت ودفاع الثورة الفلسطينية واستشهد أثناء تغطية الحدث.

## أعماله الإنتاجية
قام بتصوير وإخراج العديد من الأفلام منها:
- تصوير فيلم كفر شوبا، عام 1975.
- تصوير فيلم على طريق النصر، عام 1975.
- تصوير فيلم فلسطين العين، عام 1976.
- تصوير فيلم تل الزعتر، عام 1977.
- تصوير فيلم رؤى فلسطينية، عام 1978.
- ساهم في تصوير وإخراج "الجريدة السينمائية الناطقة" العدد الرابع عام 1978.
- ساهم في تصوير وإخراج "الجريدة السينمائية" العدد الخامس عام 1978.